# Chad Green
Chad Keith Green (Greenville, Carolina del Sur, 24 de mayo de 1991), más conocido como Chad Green, es un jugador profesional estadounidense de béisbol que se desempeña en la posición de lanzador en Toronto Blue Jays, equipo de las Grandes Ligas de Béisbol (MLB).

## Carrera
Green hizo su debut en la MLB con el equipo New York Yankees, en el cual jugó siete temporadas (2016-2022), después pasó a Toronto Blue Jays, donde lleva jugando dos temporadas.